# 美特尔海滩 (南卡罗来纳州)
美特尔海滩（英文：North Myrtle Beach），是美国南卡罗来纳州下属的一座城市。城市类型是“City”。其面积大约为4.57平方英里（11.83平方公里）。根据2010年美国人口普查，该市有人口13,752人，人口密度约为每平方 英里3,010.51人（约合每平方公里1162.4人）。